# Castel d'Orgeval

Le Castel d'Orgeval est une villa de style Art nouveau située 2 avenue de la Mare-Tambour à Villemoisson-sur-Orge, commune du département de l'Essonne, au sud de Paris.
Construite entre 1904 et 1905 par l'architecte Hector Guimard (1867-1942), elle s'inscrit dans une série de demeures balnéaires ou campagnardes caractéristiques de sa période créative la plus pittoresque, tout en en marquant plus ou moins la fin.
Certaines parties du Castel d'Orgeval — propriété privée qui ne peut se visiter — figurent depuis 1975 sur l'inventaire supplémentaire des monuments historiques.

## Historique
Le Castel d'Orgeval est l'une des nombreuses villas édifiées par Guimard durant la période pour lui très active qui précède la Première Guerre mondiale.

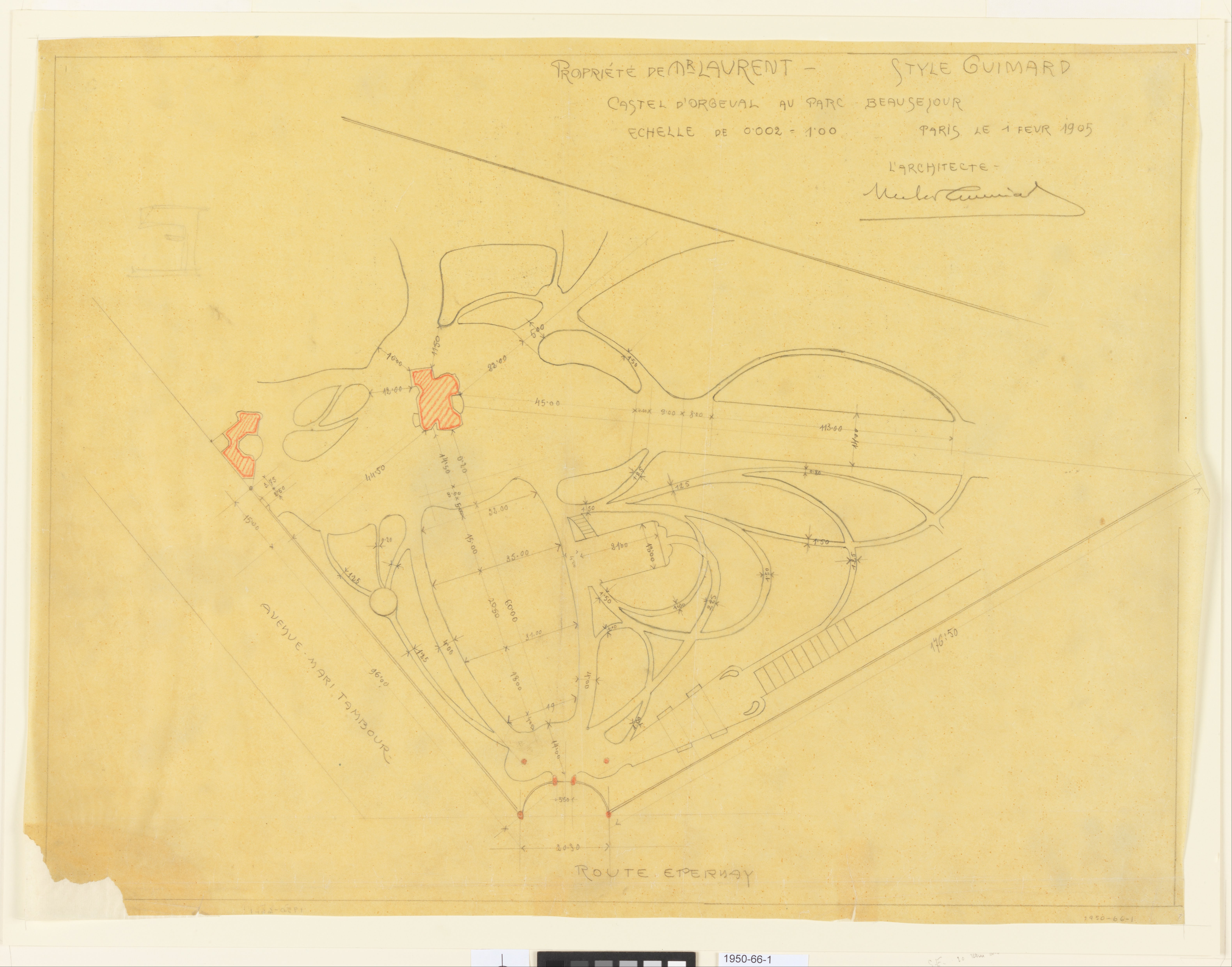
H. Guimard, plan du Parc Beauséjour avec emplacement du Castel d'Orgeval.

Au tournant du siècle, Hector Guimard est devenu un architecte connu : le Castel Béranger, immeuble de rapport érigé en 1898 dans le quartier d'Auteuil, lui attire durant la décennie qui suit de gros chantiers du même genre (immeuble Jassedé, immeubles de la rue Jean-de-La-Fontaine) tandis qu'il travaille aux entourages et édicules du métro de Paris.
En parallèle, il reçoit beaucoup de demandes pour des maisons de campagne ou de bord de mer : la Bluette et la Sapinière à Hermanville-sur-Mer, le Castel Henriette à Sèvres, le Modern Castel à Garches, le Castel Val à Auvers-sur-Oise ou encore la Surprise à Cabourg.
En 1904, un promoteur immobilier parisien nommé Achille Laurent acquiert dans le département de Seine-et-Oise, à une vingtaine de kilomètres au sud de Paris et aux confins des communes de Villemoisson et de Morsang-sur-Orge, un vaste terrain dont il compte faire un lotissement, une sorte de cité-jardin destinée à une clientèle petite-bourgeoise et baptisée Parc Beauséjour,.
Le Castel d'Orgeval sera la première unité de l'ensemble, suivie en 1906 des villas Rose d'Avril (démolie depuis) et Clair de Lune (transformée), également dues à Guimard,. Si les documents manquent pour reconstituer les étapes de sa construction, ses aménagements intérieurs et leur éventuelle évolution, il semble en tout cas avoir été salué et photographié dès son achèvement.
Le portail d'origine a été détruit dans les années 1950 mais la villa fait l’objet, le 15 janvier 1975, d’une inscription aux monuments historiques pour la protection de ses façades et toitures et, en 1980, d'une restauration menée par l'architecte parisien Jean-Paul Deschamps. Une maquette en est réalisée en 2007 à l'occasion de l'ouverture de la Cité de l'architecture et du patrimoine et en 2014, le « castel » est choisi par l'équipe de l'émission télévisuelle Des racines et des ailes pour illustrer un reportage sur l'utilisation de la pierre de meulière dans l'architecture en Île-de-France.

## Architecture
Villa de la maturité, le Castel d'Orgeval confirme l'assagissement progressif des imaginations d'Hector Guimard.
Dans la carrière du chef de file parisien de l'Art nouveau, la complexité du Castel d'Orgeval semble hésiter entre la fantaisie onirique de sa première période, qui peut être qualifiée de « militante », et la ligne de plus en plus épurée dominant ses œuvres ultérieures. Très libre car située au cœur d'un parc, loin de la rue ou d'autres bâtiments, c'est quasiment la dernière d'une série de maisons développant chacune à leur manière, selon l'historien d'art Georges Vigne, les propositions architecturales et décoratives du Castel Henriette de 1899 : celui d'Orgeval constituerait « l'aboutissement formel de ce vaste ensemble de constructions pittoresques et graphiquement très inventives ». Il y règne une grande asymétrie qui n'en contrarie pas l'harmonie.
L'architecte a usé de matériaux variés mais sobres et peu colorés : meulière, brique claire, bois pour les balcons et le soutien des avant-toits l'emportent largement sur les ponctuations en pierre de taille. Son originalité s'affirme davantage à travers les arrondis des murs, qui abolissent quasiment les façades, et la diversité de formes ou de taille des ouvertures, ainsi que des toitures à l'imbrication compliquée : car, note le spécialiste Philippe Thiébaut, le Castel d'Orgeval « offre un nombre déconcertant de terrasses et de tours, et chacun des volumes qui le composent est surmonté d'un toit ou d'un auvent ». Suivant le principe fondamental de l'Art nouveau, extérieur et intérieur ont été conçus en symbiose, et l'architecture visible souligne l'agencement des pièces — d'ailleurs assez conventionnel : pièces de réception sur le jardin, chambres à l'étage — dont Guimard a dessiné toute la décoration,.

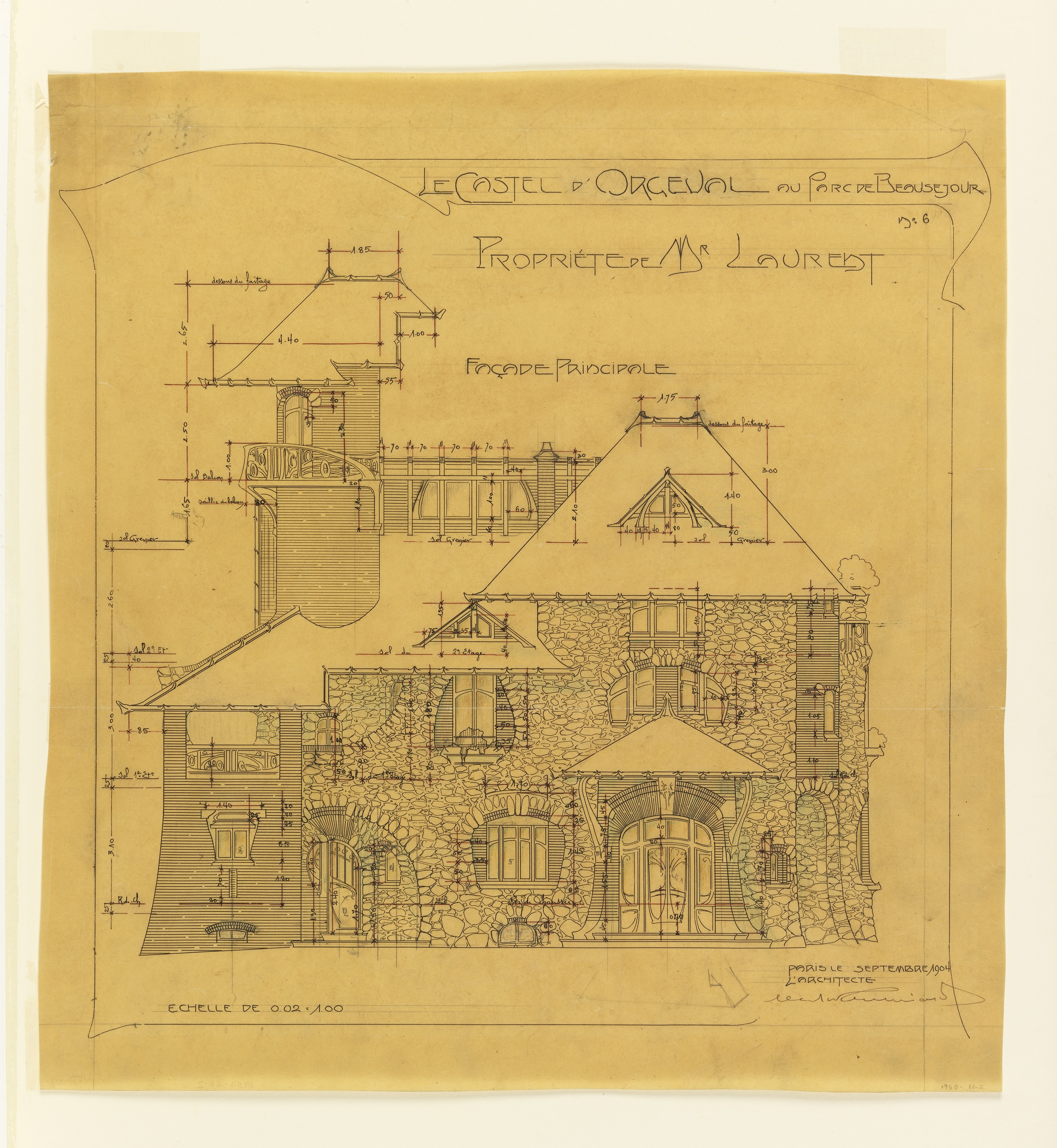
Façade principale.
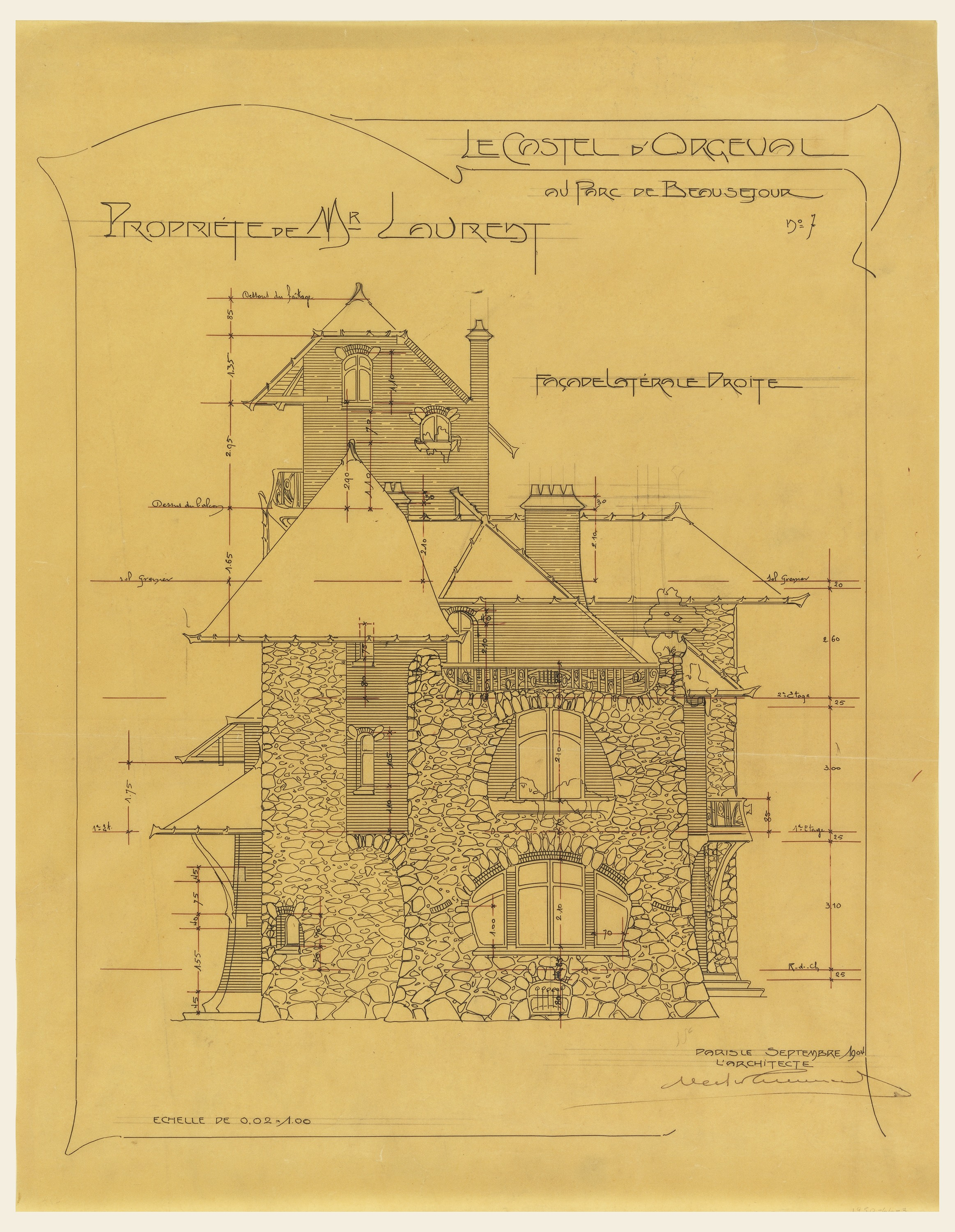
Façade latérale droite.
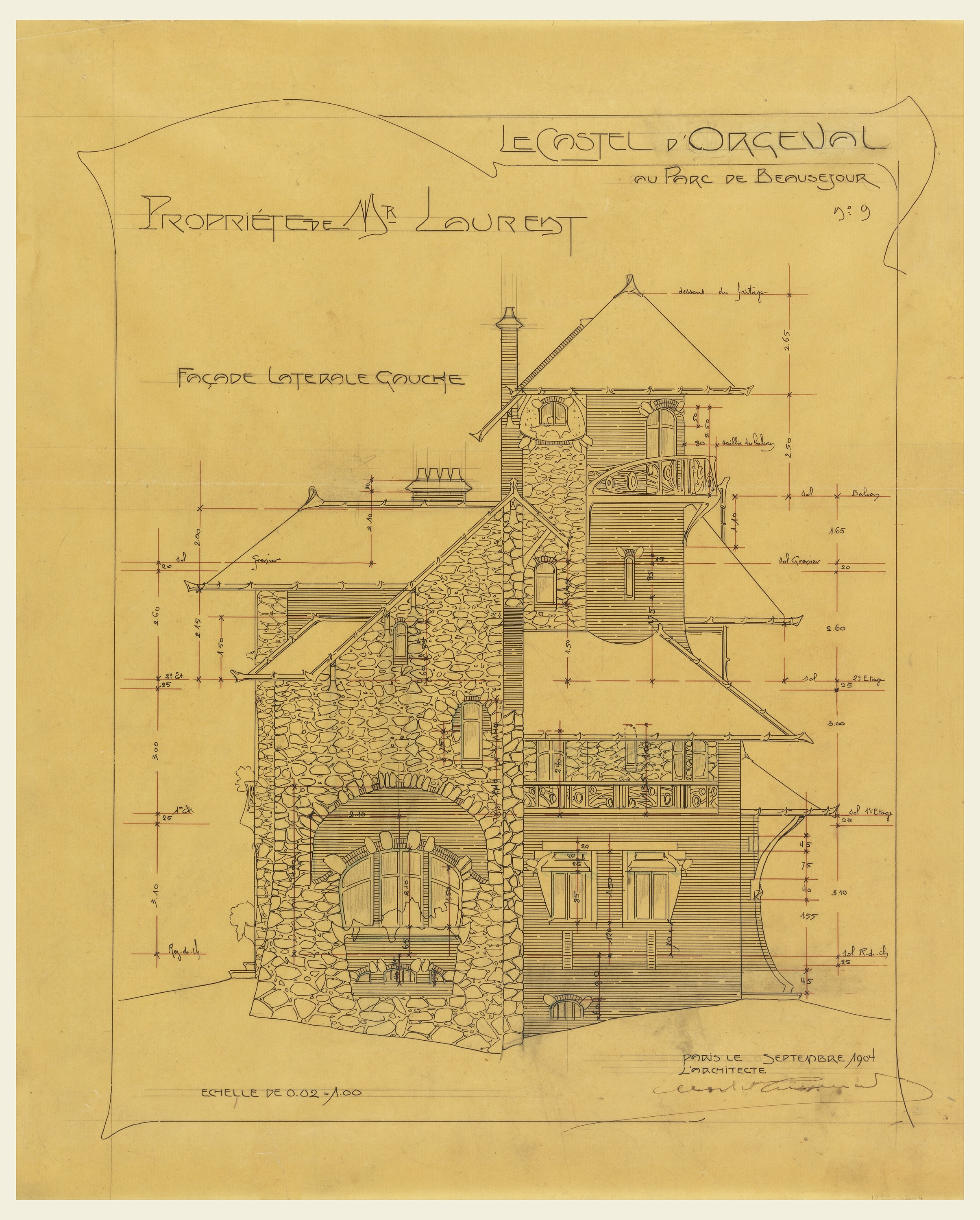
Façade latérale gauche.
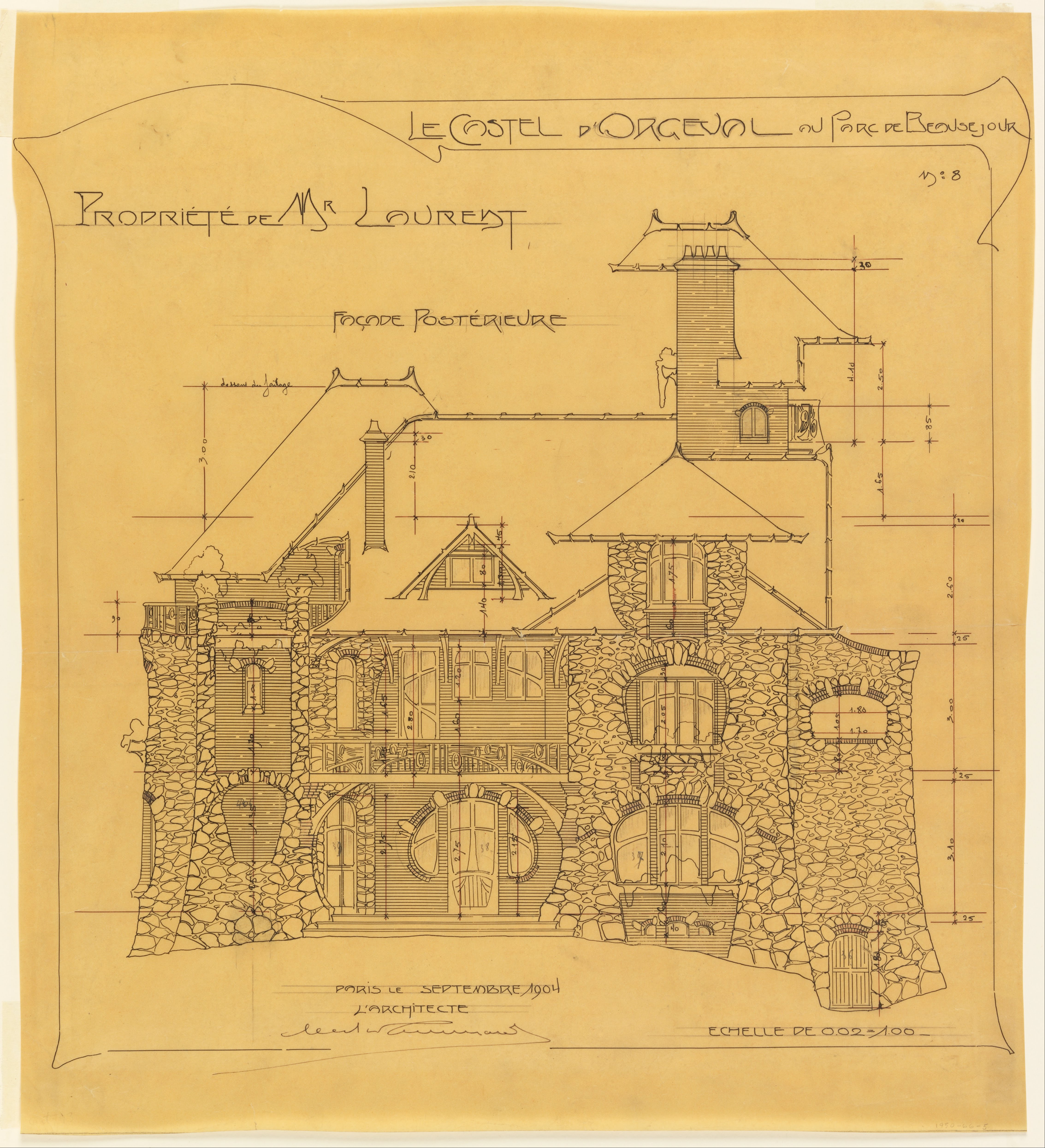
Façade postérieure.

Le Castel d'Orgeval est volontiers considéré comme un des sommets du « style Guimard » en matière d'architecture privée individuelle, ses lignes courbes finissant par lui donner l'allure d'un champignon. Pour Philippe Thiébaut toutefois, qui ne trouve pas dans les derniers castels le dynamisme visuel des villas antérieures, « les formes ont perdu de leur fluidité au profit de brusques ressauts créant des emboîtages à angle droit et des intersections dont la découpe incisive doit autant au Japon qu'à Viollet-le-Duc ». Il relève, allant dans le même sens, l'emploi pour les balcons et les avant-toits de bois de charpente débité à la machine et non sculpté ou tourné. Georges Vigne remarque également cette influence japonisante dans le toit de la plus haute tour, qui évoque un casque de samouraï bien éloigné du clocheton ajouré originel du Castel Henriette.
Il est difficile, conclut Thiébaut, d'établir une réelle parenté de conception entre les villas individuelles édifiées par Guimard au tout début du XXe siècle, et dont le Castel d'Orgeval clôt quasiment la série : elles répondaient avant tout au souci d'adapter l'architecture extérieure et intérieure à l'environnement comme aux besoins et aux moyens des commanditaires. Dès les années 1905-1910 d'ailleurs, comme il l'a déjà fait avec ses créations décoratives pour assurer la diffusion de son style, l'architecte va proposer des maisons sur catalogue, selon plusieurs plans-types convenant à des situations et clientèles diverses, tandis qu'il est de plus en plus sollicité pour construire des immeubles à Paris.